# ミンナのウタ (映画)
『ミンナのウタ』は、2023年8月11日に公開された日本映画。監督は清水崇、主演はGENERATIONS from EXILE TRIBEの全員。
GENERATIONSのメンバーがカセットテープから流れる呪いのメロディーを聴いてしまったことから始まり、このメロディーを聴いた者は自らも口ずさんでしまうように恐怖とともに伝染していき、不可解な事件に巻き込まれてゆく姿が描かれる。
Filmarks（フィルマークス）が実施した「8月第2週公開映画の初日満足度ランキング」で1位を獲得している。

## あらすじ
GENERATIONSの小森隼は人気ラジオ番組のパーソナリティを務めている。彼はある日、局の倉庫で「ミンナノウタ」と書かれた1本の古びたカセットテープを見つける。それは30年前に届いたまま、誰にも気づかれず放置されていたものだった。
その後、彼はラジオ番組の収録中に奇妙なノイズの中で「カセットテープ、届き…ま…した…?」 という少女のような声を聞き、ライブの日程が数日後に迫る中、突然失踪してしまう。
マネージャーの角田凛は、元刑事の探偵・権田継俊に調査を依頼し、このことが世間に知られる前に事態を解決しようとする。メンバーの中には、小森が失踪する前に「ラジオ収録の時に聞いた女性の鼻歌のような、妙なメロディーが頭から離れない」と言うのを覚えていた者がいた。
リハーサル中の他のメンバーも「少女の霊」を見たと言い出す。やがて、少女の霊は「高谷さな」という名前の中学生であることが分かる。彼女が残した「私の夢は、自分の歌を、みんなに届けて、みんなを私の世界に惹き込むことです。」という言葉の通り、彼女の「呪いのメロディー」を聞いた人は次々と口ずさんでいく。恐怖とともに伝染は広がっていき、メンバーが1人ずつ姿を消していく。

## キャスト

### GENERATIONS
白濱亜嵐（本人役）
演 - 白濱亜嵐
リーダー。凛や権田とともに中心になってメンバーの失踪やさなの謎を解こうとする。
片寄涼太（本人役）
演 - 片寄涼太
失踪前の隼と最後に電話で話した際、謎の女の声を聞いている。
小森隼（本人役）
演 - 小森隼
ラジオ番組のパーソナリティを務める。最初に謎の失踪を遂げてしまう。
佐野玲於（本人役）
演 - 佐野玲於
自動販売機の下に屈み込んでいるさなの姿を目撃、歌ってくれたねと話しかけられる。
関口メンディー（本人役）
演 - 関口メンディー
亜嵐、裕太と高谷家を訪れる。ホテルの廊下で男の子（俊雄）に無言で走り寄られる。
中務裕太（本人役）
演 - 中務裕太
霊感が強く、亜嵐の隣にいるさなの姿や高谷家でさなの母の姿も見てしまう。
数原龍友（本人役）
演 - 数原龍友
ライブシーンのみの出演。
角田凛
演 - 早見あかり
マネージャー。隼の失踪の調査を権田に依頼する。

### GENERATIONSの関係者
権田継俊
演 - マキタスポーツ
元刑事の探偵。凛から3日の期限で依頼を受ける。
柳明日香
演 - 天野はな
ラジオ局のAD。小森隼の番組担当。隼と同じ時期に失踪している。

### 高谷家
高谷さな
演 - 穂紫朋子
女子中学生。「呪いのメロディー」を奏でる。
30年前にカセットテープの入った封書をラジオ局に送っている。
高谷詩織
演 - 山川真里果
さなの母。裕太に何度も同じ応対を繰り返し、最後には駆け寄っている。
高谷洋一
演 - 松木大輔
さなの父。さなに言われるままにさなの首に巻かれたコードを引っ張ってしまっている。
高谷俊雄
演 - 白鳥廉
さなの弟。

### さなの中学校関係者
川松
演 - 堀桃子（現・今井あずさ）
担任教師。かつての教え子である権田に当時のさなの状況を話す。
糸井
演 - 南山莉來
中学3年生。さなのクラスメイト。校舎の屋上から理由不明の飛び降りをしてしまう。
クラスメイト
演 - 田口音羽、シダヒナノ
糸井と一緒にいたクラスメイト。ショックを受けてその後学校に来られなくなっている。

### その他
権田ゆづき
演 - 内田奈那
権田継俊の娘。父からの電話を受けた際「隣にいる女は誰？」と聞く。
エレベーターの女性
演 - 西山真来
エレベーターで隼にぶつかり、メロディーを口ずさむ。
探偵助手
演 - 山田竜弘
権田の探偵助手。
不倫カップル
演 - 木場明義、岡崎ゆう
権田たちが調査を依頼されたカップル。
ゆづきの彼氏
演 - 竹脇刀真
権田の妻
演 - 黒沢あすか（声の出演）
三宅
演‐空雅
ラジオ局プロデューサー。柳明日香の上司。
ラジオ局のスタッフ
演 - 加治将樹、竹本純平、花岡芽佳

## スタッフ
- 監督 - 清水崇
- 脚本 - 角田ルミ、清水崇[13]
- 音楽 - 小林うてな、南方裕里衣[13]
- 主題歌 - GENERATIONS「ミンナノウタ」（rhythm zone / LDH JAPAN）[2]
- 製作 - 髙𣘺敏弘、和田佳恵、木下直哉、中林千賀子、井田寛[13]
- エグゼクティブプロデューサー - 吉田繁暁、浅野太[13]
- 企画 - 新垣弘隆[13]
- 企画・プロデュース - 大庭闘志[13]
- プロデューサー - 鴨井雄一、石田聡子、柳原雅美[13]
- ユニットプロダクションマネージャー - 石田基紀
- 撮影 - 大内泰[13]
- 美術 - 都築雄二[13]
- 照明 - 神野宏賢[13]
- 録音 - 原川慎平[13]
- 編集 - 鈴木理[13]
- 装飾 - 松田光畝[13]
- 特殊造型・特殊デザイン - 百武朋[13]
- 衣装 - 及川英里子[13]
- ヘアメイク - 堀川貴世、今野ふき子[13]
- VFXスーパーバイザー - 鹿角剛[13]
- 音響効果 - 大塚智子[13]
- 音楽プロデューサー - 高石真美[13]
- 宣伝プロデューサー - 永江智大[14]
- 助監督 - 毛利安孝[13]
- ホラー担当 - 川松尚良[13]
- 制作担当 - 多賀典彬[13]
- 制作プロダクション -  ブースタープロジェクト “PEEK A BOO films”[15]
- 制作協力 - 松竹撮影所、松竹映像センター
- 企画協力：LDH JAPAN、rhythm zone
- 企画・配給 - 松竹[13]
- 製作幹事 - 松竹、テレビ東京[15]
- 製作 -「ミンナのウタ」製作委員会（松竹、テレビ東京、木下グループ、ブースタープロジェクト、松竹ブロードキャスティング）